# Лесковачки гласник
Лесковачки гласник, лист за трговину, занате, пољопривреду, просвету и друштвени живот био је једини међуратни стални лесковачки недељни лист који је излазио од 1921. до 1941. године.

## Историјат
Први број листа изашао је 30. октобра 1921. године. Као његов власник и уредник означен је Уређивачки одбор који су чинили Сретен Динић, Јеротије Новитовић, Љуба Алексић, Ж. Д. Обреновић и Стојан Биволаревић, уз финансијску подршку индустријалца Милана К. Илића.
Укупно је из штампе изашло 1009 бројева. Цена појединачног броја била је 0,50 динара. Као власник свих осталих бројева сем првог наведен је лесковачки индустријалац Тихомир Илић. Од 1923. године у споразуму са њим Лесковачки гласник је прешао у руке Лесковачке трговачке омладине, Трговачког и Индустријског удружења и добио поднаслов Орган Лесковачке Трговачке Омладине. Бранио је ставове лесковачких трговаца и индустријалаца.
Почевши од 1924. године у Гласнику је објављивана и уметничка поезија.
Лист је престао да излази након почетка окупације Лесковца у Другом светском рату.

## Садржина
Прва страна била је намењена за реч уредника. Наредне стране посвећиване су спољној политици, ситуацији у свету, дешавањима у Лесковцу. Последња страна је била огласна.